# 青森県道123号清水川滝沢野内線
青森県道123号清水川滝沢野内線（あおもりけんどう123ごう しみずがわたきさわのないせん）は、青森県東津軽郡平内町から青森市大字野内を結ぶ一般県道である。

## 概要
平内町清水川の国道4号交点から分岐し、青い森鉄道線と交差して南西方向へ路線が続く。青森市大字滝沢でみちのく有料道路に接続してすぐに青森自動車道青森東インターチェンジ（青森県道47号青森東インター線経由）に接続する。ここから県道47号と青森市大字馬屋尻まで重複して再び国道4号と交差して直進すると野内駅付近で青森県道259号久栗坂造道線で終点となる。

### 路線データ
- 起点：東津軽郡平内町大字清水川[1]（国道4号交点）
- 終点：青森市大字野内[1]（青森県道259号久栗坂造道線交点）
- 重要な経過地 : 青森市大字滝沢[1]

## 歴史
- 1973年（昭和48年）7月10日 - 県道に認定される[1]。

## 路線状況

### 重複区間
- 青森県道257号後平馬屋尻線（青森県青森市三本木 - 青森市大字馬屋尻・終点）
- 青森県道47号青森東インター線（青森市大字三本木字川崎 - 青森市大字馬屋尻）
- 青森県道44号青森環状野内線（青森市大字三本木字川崎地内）

### 冬期通行止め
- 平内町大和山 - 青森市滝沢（11月下旬 - 5月中旬）

## 地理

### 通過する自治体
- 東津軽郡平内町
- 青森市

### 交差する道路
- 国道4号（東津軽郡平内町大字清水川、起点）
- みちのく有料道路（青森県道257号後平馬屋尻線）（青森市大字滝沢字下川原）
- 青森県道47号青森東インター線（青森自動車道 青森東インターチェンジに接続）（青森市大字三本木字川崎）
- 青森県道44号青森環状野内線（青森市大字三本木字川崎）
- 国道4号・青森県道47号青森東インター線（青森市大字馬屋尻字小金沢）
- 青森県道259号久栗坂造道線（青森市大字野内、終点）

## 沿線にある施設など
- 清水川郵便局
- 平内町立東栄小学校（2011年4月に東小学校に統合され閉校）
- 私立松風塾高等学校
- 青い森鉄道線 野内駅